# Ch'aska Anka Ninawaman
Ch'aska Eugenia Anka Ninawaman, antes Eugenia Carlos Ríos (provincia de Espinar, Cusco, 1973) es una poetisa quechua, traductora y profesora peruana.

## Biografía
Eugenia Carlos Ríos nació en la comunidad quechua de Chisikata, en la provincia de Espinar, dentro del Departamento del Cuzco. Cuando tenía seis años, se mudó a Yauri, y a los 7 años tuvo que migrar a Arequipa para trabajar como trabajadora doméstica en una casa de blancos.
Empezó a estudiar a los 15 años. En la ciudad del Cuzco, trabajó también como traductora español-quechua. Como joven estudiante, cambió su nombre castellano Eugenia Carlos Ríos al quechua Ch'aska Anka Ninawaman, que significa lucero del amanecer (Venus), águila y halcón de fuego, "de mi pueblo poeta quechua rebelde".
Ch'aska Anka Ninawaman estudió educación en la Universidad Nacional de San Antonio Abad del Cusco, donde escribió su tesis de licenciatura con el título Literatura oral en la Escuela de Choqecancha enteramente en quechua cuzqueño. No había ningún profesor peruano que pudiera dialogarse en quechua académico para la defensa de la tesis, y por eso el profesor norteamericano Bruce Mannheim resolvió el problema.Tras haber aprobado su tesis, Ch'aska Anka Ninawaman realizó la maestría en ciencias sociales en la especialidad en estudios étnicos en la Facultad Latinoamericana de Ciencias Sociales en Quito, donde también aprendió kichwa ecuatoriano.
Ch'aska Anka Ninawaman actualmente trabaja como docente de la lengua quechua en el INALCO (Instituto Nacional de Lenguas y Civilizaciones Orientales) en París.Publicó su primer poemario Ch'askaschay en quechua cuzqueño con traducción española en 2004 en Quito. Algunos de sus poemas publicados en T'ika Chumpicha escribió en kichwa y otros en quechua cuzqueño. Escribe que en su comunidad y familia hubo todo repertorio poético no escrito que oyó desde niña, en especial de su madre Lucía Ríos Umiyauri. Al contrario de las personas del mundo escrito, Ch'aska y los quechuas de Ch'isikata que vienen del mundo oral guardan los cuentos y poemas en la cabeza y no en papel. Por eso, “T'ika Chumpicha responde a la poesía del mundo quechua oral”.

## Obra

### Poemarios
- 2004: Ch'askaschay. Quito, Editorial Abya Yala, 167 pp. ISBN 997822355X, 9789978223550
- 2010: T’ika Chumpicha. Mama P’itikina. Poesía moderna en Kichwa ecuatoriano y Quechua peruano. Quito, Editorial Abya Yala.

### Artículos
- 2005: La producción literaria en el idioma quechua como una alternativa en el fortalecimiento de la identidad e interculturalidad. En: Ariruma Kowii & J. A. Fernández Silva (eds.). Identidad lingüística de los pueblos indígenas de la región andina. Quito: Universidad Andina Simón Bolívar, Sede Ecuador, Ediciones Abya-Yala / Roma: Instituto Ítalo-Latino Americano, pp. 153-177.
- 2007: T’ika Chumpicha. Poesía oral quechua-kichwa. Runasimipi puymamanta. Ómnibus N.º 13.
- 2011: Juego de enamoramiento en el Ejido : identidades e imaginarios de las jóvenes de Atápulo, Tesis. Quito, Universidad Politécnica Salesiana : FLACSO Ecuador.